# Pachyolpium atlanticum
Espèce
Pachyolpium atlanticum est une espèce de pseudoscorpions de la famille des Olpiidae.

## Distribution
Cette espèce est endémique des Bermudes.

## Description
Les mâles mesurent de 1,63 à 1,96 mm et les femelles de 1,73 à 2,60 mm.

## Publication originale
- Mahnert & Schuster, 1981 : Pachyolpium atlanticum n. sp., ein Pseudoskorpion aus der Gezeitenzone der Bermudas - Morphologie und Ökologie (Pseudoscorpiones: Olpiidae). Revue Suisse de Zoologie, vol. 88, p. 265-273 (texte intégral).